# ウッダル数
ウッダル数（ウッダルすう、英: Woodall number）とは、n × 2n − 1（n は自然数）の形の自然数のことである。これを Wn で表すことが多い。1917年、アラン・カニンガムとハーバート・ウッダルは、ジェームズ・カレンにより先行して研究されていた類似した数式で定義されるカレン数を参考に、初めてウッダル数について研究した。
ウッダル数の列は
1, 7, 23, 63, 159, 383, 895, … オンライン整数列大辞典の数列 A003261.
である。

## 基本的な性質

### 整除性
ウッダル数はカレン数と同様にいくつかの整除性をもつ。例えば、pが素数であるとき、以下が成り立つ。
- ヤコビ記号 {\displaystyle \left({\frac {2}{p}}\right)} が +1 の場合、{\displaystyle p\mid W_{(p+1)/2}} である。
- ヤコビ記号 {\displaystyle \left({\frac {2}{p}}\right)} が −1 の場合、{\displaystyle p\mid W_{(3p-1)/2}} である。

## ウッダル素数
ウッダル素数（ウッダルそすう、英: Woodall prime）とは、素数であるウッダル数のことである。具体的には
7, 23, 383, 32212254719,… オンライン整数列大辞典の数列 A050918
である。またこのときの指数部にあたる p の値は 
p =2, 3, 6, 30, 75, 81, 115, 123, 249, 362, 384, … オンライン整数列大辞典の数列 A002234
におけるWpがそうである。
2018年1月現在知られている最大のウッダル素数は、2008年1月に分散コンピューティングによるプロジェクトのPrimeGridで発見された1,129,757桁整数の3752948×23752948 − 1 である。